# Grégory Baugé
Grégory Baugé (Maisons-Laffitte, 31 de gener de 1985) és un ciclista francès especialista en pista. Guanyador de quatre medalles olímpiques, també ha guanyat tretze medalles, nou d'elles d'or, en els Campionats del Món de ciclisme en pista.
L'any 2011 es va proclamar campió en velocitat individual i per equips, però va ser desqualificat al gener del 2012, per incomplir la normativa contra el dopatge.

## Palmarès
- 2002
  -  Campió del món júnior en Velocitat per equips (amb Mickaël Murat i François Pervis)
- 2003
  -  Campió d'Europa sub-23 en Velocitat per equips (amb Matthieu Mandard i François Pervis)
  -  Campió d'Europa júnior en Velocitat
- 2004
  -  Campió d'Europa sub-23 en Velocitat per equips (amb Matthieu Mandard i François Pervis)
- 2006
  -  Campió del món velocitat per equips (amb Arnaud Tournant i Mickaël Bourgain)
  -  Campió de França en velocitat per equips
- 2007
  -  Campió del món velocitat per equips (amb Arnaud Tournant i Mickaël Bourgain)
  -  Campió d'Europa sub-23 en Velocitat
  -  Campió d'Europa sub-23 en Velocitat per equips (amb Michaël D'Almeida i Didier Henriette)
  -  Campió de França en velocitat
  -  Campió de França en Keirin
- 2008
  -  Medalla de plata als Jocs Olímpics de Pequín en Velocitat per equips (amb Florian Rousseau i Kévin Sireau)
  -  Campió del món velocitat per equips (amb Kévin Sireau i Arnaud Tournant)
- 2009
  -  Campió del món velocitat
  -  Campió del món velocitat per equips (amb Kévin Sireau i Mickaël Bourgain)
  -  Campió de França en velocitat
- 2010
  -  Campió del món velocitat
- 2011
  -  Campió del món velocitat
  -  Campió del món velocitat per equips
  -  Campió de França en velocitat
- 2012
  -  Medalla de plata als Jocs Olímpics de Londres en Velocitat individual
  -  Medalla de plata als Jocs Olímpics de Londres en Velocitat per equips (amb Michaël D'Almeida i Kévin Sireau)
  -  Campió del món velocitat
- 2014
  -  Campió d'Europa en Velocitat individual
- 2015
  -  Campió del món en velocitat
  -  Campió del món en velocitat per equips (amb Kévin Sireau i Michaël D'Almeida)
- 2016
  -  Medalla de bronze als Jocs Olímpics de Rio de Janeiro en Velocitat per equips (amb Michaël D'Almeida i François Pervis)

### Resultats a laCopa del Món
- 2004-2005
  - 1r a Sydney, en Velocitat per equips
- 2005-2006
  - 1r a la Classificació general i a les proves de Sydney i Los Angeles, en Velocitat
  - 1r a Los Angeles, en Velocitat per equips
- 2006-2007
  - 1r a Los Angeles, en Velocitat
- 2007-2008
  - 1r a Copenhaguen, en Velocitat per equips
- 2008-2009
  - 1r a Pequín i Copenhaguen, en Velocitat
- 2010-2011
  - 1r a Cali i Manchester, en Velocitat per equips
- 2014-2015
  - 1r a Cali, en Velocitat per equips